# Procinetus algericus
Procinetus algericus är en stekelart som beskrevs av Otto Schmiedeknecht 1907. Procinetus algericus ingår i släktet Procinetus och familjen brokparasitsteklar. Inga underarter finns listade i Catalogue of Life.